# Alfred Karen
Alfred Karen (auch Alfred Carén; * 24. April 1882 als Alfred Theodor Georg Chiorean in Wien; † 9. Oktober 1965 in Zweibrücken) war ein österreichischer Sänger und Schauspieler bei Bühne und Film.

## Leben und Wirken
Alfred Chioreans Eltern waren der Türhüter im k.u.k. Außenministerium Theodor Chiorean und dessen Frau Juliana, geb. Schäfer. Über seine Ausbildung und sein Leben ist fast nichts bekannt. Er führte das klassische Kleindarstellerleben sowohl an der Bühne als auch beim Film. Nur selten erhielt er ein Festengagement und lebte offensichtlich von der Hand in den Mund. Ehe er in Berlin eintraf, wirkte Karen unter anderem als Sänger in Gablonz und als Schauspieler am Landestheater Darmstadt. Seit 1931 in Berlin ansässig, fand Karen regelmäßige Beschäftigung beim Film, anfänglich unwesentlich mehr als Statisterie. 1933 erhielt er überdies ein seltenes Festengagement an einer unbedeutenden Bühne (dem Berliner Volkstheater Neue Welt).
In den Jahren 1931 bis 1943 drehte Alfred Karen, der sich nun ganz auf die Arbeit vor der Kamera konzentrierte, eine Fülle von Kinoproduktionen, bisweilen (wie 1939) über ein Dutzend Filme pro Jahr. Seine Auftritte dort sind oftmals nur sekundenkurz und bisweilen sogar textlos. Häufig wurde er als Tänzer eingesetzt, noch häufiger in der Masse als ein Gast jedweder Art: im Hotel, bei einem Empfang oder in einem Lokal.
Karen heiratete 1936 die Sängerin Elly Heyne, geb. Lorenz. Nach dem Ende seiner Tätigkeit beim Film kehrte er mit ihr in seine Heimatstadt Wien zurück. 1950 übersiedelte das Ehepaar nach Götzis in Vorarlberg, ehe sie sich 1955 schließlich in Zweibrücken niederließen. Alfred Karen verstarb dort im Jahr 1965.

## Filmografie (kleine Auswahl)
- 1931: Bomben auf Monte Carlo
- 1931: Der Kongreß tanzt
- 1932: Rasputin
- 1932: Das Lied einer Nacht
- 1932: Der Rebell
- 1932: Die unsichtbare Front
- 1933: Die Blume von Hawaii
- 1933: Flüchtlinge
- 1933: Ein Unsichtbarer geht durch die Stadt
- 1934: Besuch am Abend
- 1934: Charleys Tante
- 1934: Ferien vom Ich
- 1935: Einer zuviel an Bord
- 1935: Stützen der Gesellschaft
- 1935: Leichte Kavallerie
- 1936: Der Kaiser von Kalifornien
- 1936: Allotria
- 1936: Moskau – Shanghai
- 1936: Intermezzo
- 1936: Inkognito
- 1936: Truxa
- 1936: Fridericus
- 1937: Madame Bovary
- 1937: Unter Ausschluß der Öffentlichkeit
- 1937: Fremdenheim Filoda
- 1937: Gabriele eins, zwei, drei
- 1937: Die Austernlilli
- 1937: Die gelbe Flagge
- 1938: Rätsel um Beate
- 1938: Der unmögliche Herr Pitt
- 1938: Heimat
- 1938: Eine Nacht im Mai
- 1938: Sergeant Berry
- 1938: Napoleon ist an allem schuld
- 1938: Menschen, Tiere, Sensationen
- 1938: Der Schritt vom Wege
- 1938: Am seidenen Faden
- 1938: Geheimzeichen LB 17
- 1939: Die Geliebte
- 1939: Salonwagen E 417
- 1939: Robert Koch, der Bekämpfer des Todes
- 1939: Der Gouverneur
- 1939: Hallo Janine
- 1939: Fräulein
- 1939: Maria Ilona
- 1939: Die Reise nach Tilsit
- 1939: Männer müssen so sein
- 1939: Das Lied der Wüste
- 1939: Ein Mann auf Abwegen
- 1939: Stern von Rio
- 1939: Ihr erstes Erlebnis
- 1940: Polterabend
- 1940: Falschmünzer
- 1940: Die letzte Runde
- 1940: Kora Terry
- 1940: Carl Peters
- 1940: Aus erster Ehe
- 1941: Das andere Ich
- 1941: Anschlag auf Baku
- 1941: Die Nacht in Venedig
- 1941/43: Nacht ohne Abschied
- 1942: Mit den Augen einer Frau
- 1942: Altes Herz wird wieder jung
- 1943: Leichtes Blut
- 1943: Liebesbriefe
- 1943: Der Verteidiger hat das Wort
- 1943: Familie Buchholz
- 1944: Die Zaubergeige
- 1944: Der Majoratsherr